# Isabel Adrados
Isabel Adrados (Espanha, 1919) é uma psicoterapeuta espanhola (naturalizada brasileira) que dedicou-se ao estudo do método de avaliação psicológica denominado Teste de Rorschach desenvolvido pelo psiquiatra suíço Hermann Rorschach.

## Formação
Obteve sua formação básica na Faculdade de Filosofia, Ciências e Letras de Madri em 1943. Nesta mesma cidade exerceu atividades de Psicologia no Instituto de Psicologia e, paralelamente, iniciou o primeiro semestre do curso Medicina na Universidade de Madri. Interrompeu seus estudos para acompanhar seu marido, Francisco Campos, contratado pela Fundação Getúlio Vargas – FGV – no Rio de Janeiro. 
Em 1951, a convite do Professor Emílio Mira y López, integrou a equipe de psicólogos do Instituto de Orientação e Seleção Profissional.
Foi diretora, durante dez anos, do Setor de Orientação Infantil do Instituto de Seleção e Orientação Profissional – ISOP e presidente do primeiro Conselho Regional de Psicologia do antigo Estado da Guanabara. Desempenhou funções de coordenadora-geral do Curso de Formação de Orientadores Profissionais da FGV, professora de Técnicas de Investigação da Personalidade, coordenadora/supervisora do Serviço de Psicologia do Instituto de Psicologia da Universidade Federal do Rio de Janeiro - UFRJ – treinando e formando equipes de psicólogos e supervisionando bolsistas oriundos de países da América Latina.
Ministrou 28 cursos nos setores de Técnicas Projetivas e de Psicologia Infantil, além de realizar mais de 30 pesquisas, entre elas “Respostas de espaço em branco no teste de Rorschach e sua correlação com o PMK e a Entrevista Psicológica”.  Realizou estudos sobre o desenvolvimento humano do ponto de vista psicológico e contribui com inúmeros trabalhos da área clínica.
É membro da Sociedade de Licenciados em Filosofia de Madri e membro correspondente da Academia Paulista de Psicologia. Atua como psicoterapeuta e especialista em psicodiagnóstico e diagnóstico diferencial.

## Principais Obras Publicadas
- Adrados, Isabel. (1969). O psicodiagnóstico miocinéticono diagnóstico de epilepsia. Arquivos Brasileiros de Psicologia Aplicada, p.37-74.
- Adrados, Isabel. (1972). A esquizofrenia e o psicodiagnóstico de Rorschach. Arquivos Brasileiros de Psicologia Aplicada, p. 69-92.
- Adrados, Isabel. (1973). La orientación del niño. Buenos Aires: Kapesluzs.
- Adrados, Isabel. (1976). Rorschach na adolescência normal e patológica. Petrópolis: Vozes.
- Adrados, Isabel. (1980). A técnica de Rorschach como instrumento de investigação da personalidade para avaliação dos recursos do excepcional deficiente mental. Arquivos Brasileiros de Psicologia Aplicada, p. 74-92.
- Adrados, Isabel. (1980). Manual de psicodiagnóstico e diagnóstico diferencial. Petrópolis: Vozes.
- Adrados, Isabel. (1983). Técnicas de Rorschach: atlas de dicionário para crianças e pré-adolescentes. Rio de Janeiro: Fundação Getúlio Vargas.
- Adrados, Isabel. (1985). A técnica de Rorschach em crianças. Petrópolis: Vozes.
- Adrados, Isabel. (1988). Rorschach: teoria e prática do método na terceira idade. São Paulo: Casa do Psicólogo.
- Adrados, Isabel. (1993). Orientação infantil. 8. Ed. Petrópolis: Vozes.
- Adrados, Isabel. (1997). Algunas consideraciones sobre el mal de pánico. Revista Psicodiagnóstico de Rorschach y otras técnicas proyetivas, v.18, n.1, p.115-121.
- Adrados, Isabel. (2000). A intuição do psicólogo: técnicas de abordagem com o uso do Rorschach. Rio de Janeiro: Entreletras.
- Adrados, Isabel. (2000). Teoria e prática do Teste de Rorschach. 12.ed. Petrópolis: Vozes.